# Roy Hinson
Roy Hinson, né le 2 mai 1961 à Trenton au New Jersey, est un joueur américain de basket-ball qui est sélectionné par les Cavaliers de Cleveland au premier tour (20e rang) de la draft 1983. Intérieur de 2,05 m issu de Rutgers University, Hinson joue huit saisons en NBA de 1983 à 1991. Il porte les couleurs des Cavaliers de Cleveland, des 76ers de Philadelphie et des Nets du New Jersey.
Sa meilleure saison se déroule en 1985-1986 avec les Cavaliers, disputant 82 matchs et inscrivant 19,6 points par match. Lors de sa carrière NBA, Hinson joue 507 matchs et inscrit au total 7206 points.